# جون سمول
جون سمول (بالإنجليزية: John Small)‏ (19 أبريل 1737 في المملكة المتحدة - 31 ديسمبر 1826 في المملكة المتحدة) هو لاعب كريكت بريطاني (وحمل سابقاً جنسية المملكة المتحدة لبريطانيا العظمى وأيرلندا ومملكة بريطانيا العظمى). لعب مع Hampshire county cricket teams ‏.

## وصلات خارجية
- جون سمول على موقع إي آس بي آن كريك إنفو (الإنجليزية)